# سادیو مانه
سادیو مانه (به فرانسوی: Sadio Mané‎؛ زادهٔ ۱۰ آوریل ۱۹۹۲ در سدئو)، بازیکن فوتبال اهل سنگال است که برای باشگاه النصر عربستان بازی می کند. وی یکی از بهترین بازیکنان آفریقایی تاریخ فوتبال محسوب می‌شود که برای توانایی‌های تهاجمی، دریبل و سرعت خود شناخته شد.

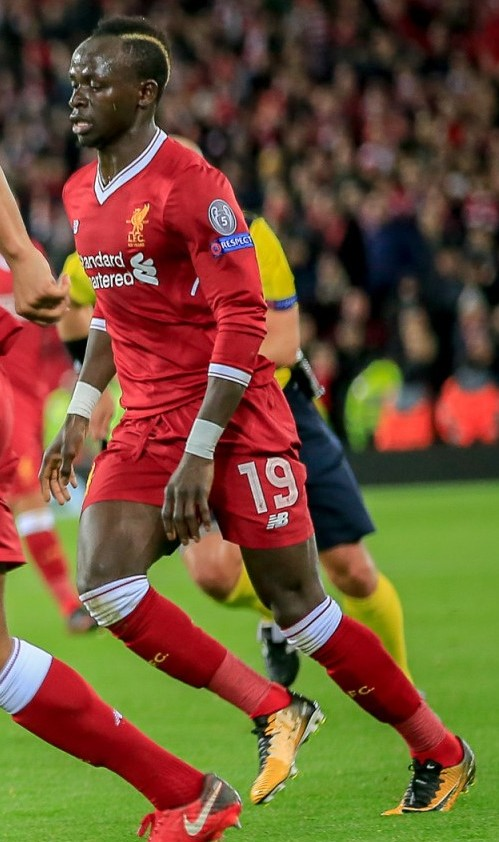
سادیو مانه در سال با پیراهن لیورپول ۲۰۱۸

## آمار ملی

### بازی‌های ملی
تا تاریخ ۲۹ ژانویه ۲۰۲۴
| سنگال | سنگال | سنگال | سنگال  |
| سال   | بازی  | گل    | پاس گل |
| ----- | ----- | ----- | ------ |
| ۲۰۱۲  | ۶     | ۳     | ۲      |
| ۲۰۱۳  | ۸     | ۱     | ۲      |
| ۲۰۱۴  | ۹     | ۵     | ۱      |
| ۲۰۱۵  | ۹     | ۳     | ۳      |
| ۲۰۱۶  | ۷     | ۵     | ۳      |
| ۲۰۱۷  | ۱۰    | ۷     | ۲      |
| ۲۰۱۸  | ۹     | ۱     | ۰      |
| ۲۰۱۹  | ۱۱    | ۴     | ۳      |
| ۲۰۲۰  | ۲     | ۲     | ۱      |
| ۲۰۲۱  | ۹     | ۵     | ۱      |
| ۲۰۲۲  | ۱۳    | ۸     | ۲      |
| ۲۰۲۳  | ۸     | ۶     | ۱      |
| ۲۰۲۴  | ۴     | ۱     | ۳      |
| مجموع | ۱۰۵   | ۵۱    | ۲۴     |

### گل‌های ملی
| شماره | تاریخ           | میزبان       | بازی ملی | حریف        | نتیجه | رقابت                          |
| ----- | --------------- | ------------ | -------- | ----------- | ----- | ------------------------------ |
|       |                 |              |          | لیبریا      | ۳–۱   | مقدماتی جام جهانی ۲۰۱۴         |
|       |                 |              |          | نیجر        | ۱–۱   | دوستانه                        |
|       |                 |              |          | اوگاندا     | ۱–۰   | مقدماتی جام جهانی ۲۰۱۴         |
| ۴     | ۵ مارس ۲۰۱۴     | پاریس        | ۱۵       | مالی        | ۱–۱   | دوستانه                        |
| ۵     | ۵ سپتامبر ۲۰۱۴  | داکار        | ۱۸       | مصر         | ۲–۰   | مقدماتی جام ملت‌های آفریقا ۲۰۱۵ |
| ۶     | ۱۰ سپتامبر ۲۰۱۴ | گابورون      | ۱۹       | بوتسوانا    | ۲–۰   | مقدماتی جام ملت‌های آفریقا ۲۰۱۵ |
| ۷     | ۱۳ ژوئن ۲۰۱۵    | داکار        | ۲۷       | بوروندی     | ۳–۱   | مقدماتی جام ملت‌های آفریقا ۲۰۱۷ |
| ۸     | ۵ سپتامبر ۲۰۱۵  | ویندهوک      | ۲۸       | نامیبیا     | ۲–۰   | مقدماتی جام ملت‌های آفریقا ۲۰۱۷ |
| ۹     | ۱۳ نوامبر ۲۰۱۵  | آنتاناناریوو | ۳۱       | ماداگاسکار  | ۲–۲   | مقدماتی جام جهانی ۲۰۱۸         |
| ۱۰    | ۴ ژوئن ۲۰۱۶     | بوجومبورا    | ۳۶       | بوروندی     | ۲–۰   | مقدماتی جام ملت‌های آفریقا ۲۰۱۷ |
| ۱۱    | ۱۵ ژانویه ۲۰۱۷  | فرانسویل     | ۴۱       | تونس        | ۲–۰   | جام ملت‌های آفریقا ۲۰۱۷         |
| ۱۲    | ۱۹ ژانویه ۲۰۱۷  | فرانسویل     | ۴۲       | زیمبابوه    | ۲–۰   | جام ملت‌های آفریقا ۲۰۱۷         |
| ۱۳    | ۲۷ مارس ۲۰۱۷    | پاریس        | ۴۵       | ساحل عاج    | ۱–۱   | دوستانه                        |
| ۱۴    | ۵ سپتامبر ۲۰۱۷  | واگادوگو     | ۴۷       | بورکینافاسو | ۲–۲   | مقدماتی جام جهانی ۲۰۱۸         |
| ۱۵    | ۲۴ ژوئن ۲۰۱۸    | یکاترینبورگ  | ۵۴       | ژاپن        | ۲–۲   | جام جهانی ۲۰۱۸ روسیه           |
| ۱۶    | ۲۶ مارس ۲۰۱۹    | داکار        | ۶۰       | مالی        | ۲–۱   | دوستانه                        |
| ۱۷    | ۱ ژوئیه ۲۰۱۹    | قاهره        | ۶۲       | کنیا        | ۳–۰   | جام ملت‌های آفریقا ۲۰۱۹         |
| ۱۸    | ۱ ژوئیه ۲۰۱۹    | قاهره        | ۶۲       | کنیا        | ۳–۰   | جام ملت‌های آفریقا ۲۰۱۹         |
| ۱۹    | ۵ ژوئیه ۲۰۱۹    | قاهره        | ۶۳       | اوگاندا     | ۱–۰   | جام ملت‌های آفریقا ۲۰۱۹         |
| ۲۰    | ۱۱ نوامبر ۲۰۲۰  | داکار        | ۷۰       | گینه بیسائو | ۲–۰   | مقدماتی جام ملت‌های آفریقا ۲۰۲۱ |
| ۲۱    | ۱۵ نوامبر ۲۰۲۰  | بیسائو       | ۷۱       | گینه بیسائو | ۱–۰   | مقدماتی جام ملت‌های آفریقا ۲۰۲۱ |
| ۲۲    | ۵ ژوئن ۲۰۲۱     | داکار        | ۷۴       | زامبیا      | ۳–۱   | دوستانه                        |
| ۲۳    | ۸ ژوئن ۲۰۲۱     | تی‌یس         | ۷۵       | کیپ ورد     | ۲–۰   | دوستانه                        |
| ۲۴    | ۱ سپتامبر ۲۰۲۱  | تی‌یس         | ۷۶       | توگو        | ۲–۰   | مقدماتی جام جهانی ۲۰۲۲         |
| ۲۵    | ۷ سپتامبر ۲۰۲۱  | برازاویل     | ۷۷       | کنگو        | ۳–۱   | مقدماتی جام جهانی ۲۰۲۲         |
| ۲۶    | ۹ اکتبر ۲۰۲۱    | تی‌یس         | ۷۸       | نامیبیا     | ۴–۱   | مقدماتی جام جهانی ۲۰۲۲         |
| ۲۷    | ۱۰ ژانویه ۲۰۲۲  | بافوسام      | ۸۱       | زیمبابوه    | ۱–۰   | جام ملت‌های آفریقا ۲۰۲۱         |
| ۲۸    | ۲۵ ژانویه ۲۰۲۲  | بافوسام      | ۸۴       | کیپ ورد     | ۲–۰   | جام ملت‌های آفریقا ۲۰۲۱         |
| ۲۹    | ۲ فوریه ۲۰۲۲    | یائونده      | ۸۶       | بورکینافاسو | ۳–۱   | جام ملت‌های آفریقا ۲۰۲۱         |
| ۳۰    | ۴ ژوئن ۲۰۲۲     | داکار        | ۹۰       | بنین        | ۳–۱   | مقدماتی جام ملت‌های آفریقا ۲۰۲۳ |
| ۳۱    | ۴ ژوئن ۲۰۲۲     | داکار        | ۹۰       | بنین        | ۳–۱   | مقدماتی جام ملت‌های آفریقا ۲۰۲۳ |
| ۳۲    | ۴ ژوئن ۲۰۲۲     | داکار        | ۹۰       | بنین        | ۳–۱   | مقدماتی جام ملت‌های آفریقا ۲۰۲۳ |
| ۳۳    | ۷ ژوئن ۲۰۲۲     | کیگالی       | ۹۱       | رواندا      | ۱–۰   | مقدماتی جام ملت‌های آفریقا ۲۰۲۳ |
| ۳۴    | ۲۴ سپتامبر ۲۰۲۲ | اورلئان      | ۹۲       | بولیوی      | ۲–۰   | دوستانه                        |
| ۳۵    | ۲۴ مارس ۲۰۲۳    | داکار        | ۹۴       | موزامبیک    | ۵–۱   | مقدماتی جام ملت‌های آفریقا ۲۰۲۳ |
| ۳۶    | ۲۰ ژوئن ۲۰۲۳    | لیسبون       | ۹۷       | برزیل       | ۴–۲   | دوستانه                        |
| ۳۷    | ۲۰ ژوئن ۲۰۲۳    | لیسبون       | ۹۷       | برزیل       | ۴–۲   | دوستانه                        |
| ۳۸    | ۱۶ اکتبر ۲۰۲۳   | لانس         | ۹۹       | کامرون      | ۱–۰   | دوستانه                        |
| ۳۹    | ۱۸ نوامبر ۲۰۲۳  | داکار        | ۱۰۰      | سودان جنوبی | ۴–۰   | مقدماتی جام جهانی ۲۰۲۶         |
| ۴۰    | ۱۸ نوامبر ۲۰۲۳  | داکار        | ۱۰۰      | سودان جنوبی | ۴–۰   | مقدماتی جام جهانی ۲۰۲۶         |

## زندگی‌نامه
سادیو مانه در خانواده‌ای فقیر متولد شد که حتی توان تأمین هزینه تحصیل او را نداشتند اما استعداد وی در نوجوانی آنچنان شگرف بود که اهالی روستا را برای تأمین هزینه‌های فوتبالی و راهیابی‌اش به تیم محلی را بسیج کرد. او فعالیتش را در سطح حرفه‌ای با تیم باشگاه فوتبال متز فرانسه آغاز نمود، سپس راهی باشگاه فوتبال ردبول زالتسبورگ شد و در سال ۲۰۱۳ به ساوت‌همپتون منتقل شد. مانه در فصل ۱۵–۲۰۱۴ در بازی‌ای که منجر به برد ۶–۱ ساوت‌همپتون مقابل استون ویلا شد، توانست رکورد سریع‌ترین هتریک در لیگ برتر انگلستان را طی زمان ۱۷۶ ثانیه به نام خود ثبت کند. مانه در سال ۲۰۱۷ برندهٔ جایزهٔ بهترین بازیکن سال باشگاه لیورپول شد و او همچنین همراه با محمد صلاح و پیر امریک اوبامیانگ، کفش طلای لیگ جزیره را در فصل ۱۹–۲۰۱۸ کسب کرد.

## افتخارات

### ردبول سالزبورگ
- بوندس‌لیگا اتریش: ۲۰۱۳-۲۰۱۴[۵]
- جام حذفی فوتبال اتریش: ۲۰۱۳-۲۰۱۴[۵]

### لیورپول
- لیگ برتر فوتبال انگلستان: ۲۰–۲۰۱۹ [۶]
- جام حذفی فوتبال انگلستان: ۲۲–۲۰۲۱ [۷]
- جام اتحادیه باشگاه‌های انگلستان: ۲۲–۲۰۲۱ [۸]
- لیگ قهرمانان اروپا: ۱۹–۲۰۱۸ [۹]و نایب قهرمانی ۱۸–۲۰۱۷ [۱۰]و ۲۲–۲۰۲۱ [۱۱]
- سوپرجام اروپا: ۲۰۱۹ [۱۲]
- جام باشگاه‌های جهان: ۲۰۱۹ [۱۳]

### بایرن مونیخ
- بوندس‌لیگا: ۲۰۲۲–۲۰۲۲
- سوپر جام فوتبال آلمان: ۲۰۲۲ [۱۴]

### النصر
- جام قهرمانان باشگاه‌های عربی: ۲۰۲۳ [۱۵]

### سنگال
- جام ملت‌های آفریقا: ۲۰۲۱ [۱۶]
- نایب قهرمانی جام ملت های آفریقا:  ۲۰۱۹ [۱۷]

### فردی
- نفر دوم در بین نامزد های توپ طلا ۲۰۲۲[۱۸]